# Línea Campamento-Leganés
La línea Campamento-Leganés fue una línea férrea española de carácter militar situada al sur de Madrid, que estuvo en servicio entre 1926 y 2002. El trazado tenía una longitud de unos 10 kilómetros, era de ancho ibérico (1668 mm) y llegó a estar electrificado. Era de uso exclusivamente militar, por lo que su tráfico fueron convoyes y transportes militares. En la actualidad el antiguo trazado se encuentra semi-desmantelado en su mayor parte.

## Historia
A comienzos del siglo XX se inauguró un ferrocarril de vía estrecha que enlazaba el casco urbano de Madrid con las instalaciones militares estratégicas de la zona Campamento-Cuatro Vientos y llegaba hasta Villaviciosa de Odón. Las obras corrieron a cargo de zapadores ferroviarios. El trazado también ofrecía una plataforma a los ingenieros militares para sus prácticas y maniobras. A esta línea se uniría otro trazado, de ancho ibérico, que partía desde Leganés.
El trazado de vía ancha entre Cuatro Vientos y Leganés se abrió al servicio el 11 de enero de 1926, como un ramal militar que enlazaba en Leganés con la línea Madrid-Valencia de Alcántara. Esto permitía la conexión con el resto de la red ferroviaria de ancho ibérico. El tramo de vía estrecha entre Cuatro Vientos y Campamento sería reconvertido con posterioridad al ancho ibérico y puesto en servicio el 30 de mayo de 1943, lo que supuso la prolongación del trazado original desde Leganés hasta la zona de Campamento. La explotación de la línea, cuyo tráfico estaba constituido principalmente por transportes militares, corrió a cargo de RENFE y del Servicio Militar de Ferrocarriles (SMF). En 1983 el ferrocarril se electrificó a 3000 voltios de CC.
El trazado Campamento-Leganés fue clausurado al tráfico y desmantelado en 2002.